# Беспішен
Беспіше́н (каз. Беспішен) — село у складі Казталовського району Західноказахстанської області Казахстану. Входить до складу Теренкольського сільського округу.
У радянські часи село називалось Беспшен або імені Енгельса.
Населення — 155 осіб (2021; 229 у 2009, 312 у 1999, 284 у 1989).

## Видатні уродженці
- Ахат Аяпов — колгоспник, Герой Соціалістичної Праці.